# Péninsule de Gower

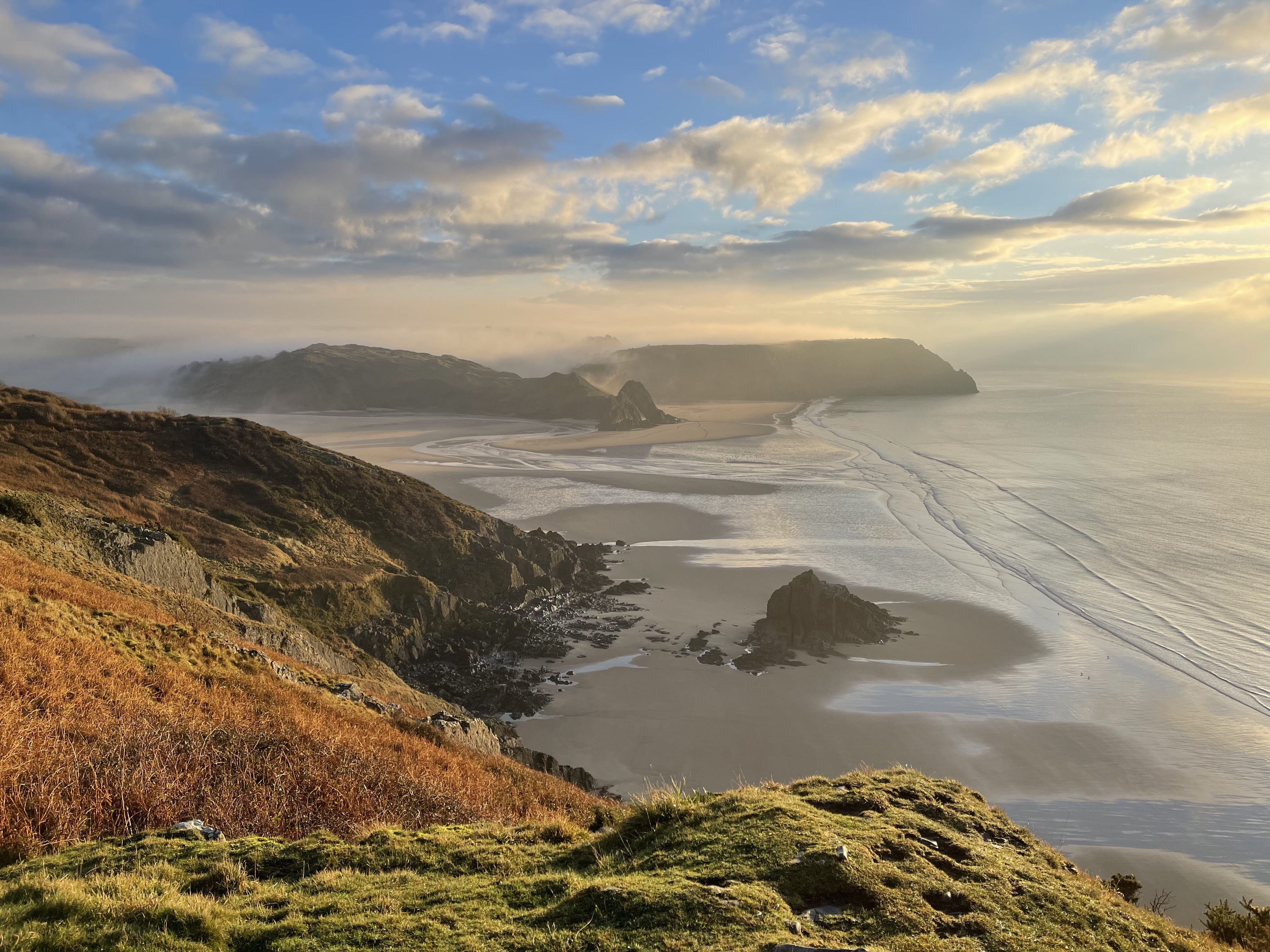
Matin sur Three Cliffs Bay dans la péninsule de Gower. Janvier 2022.

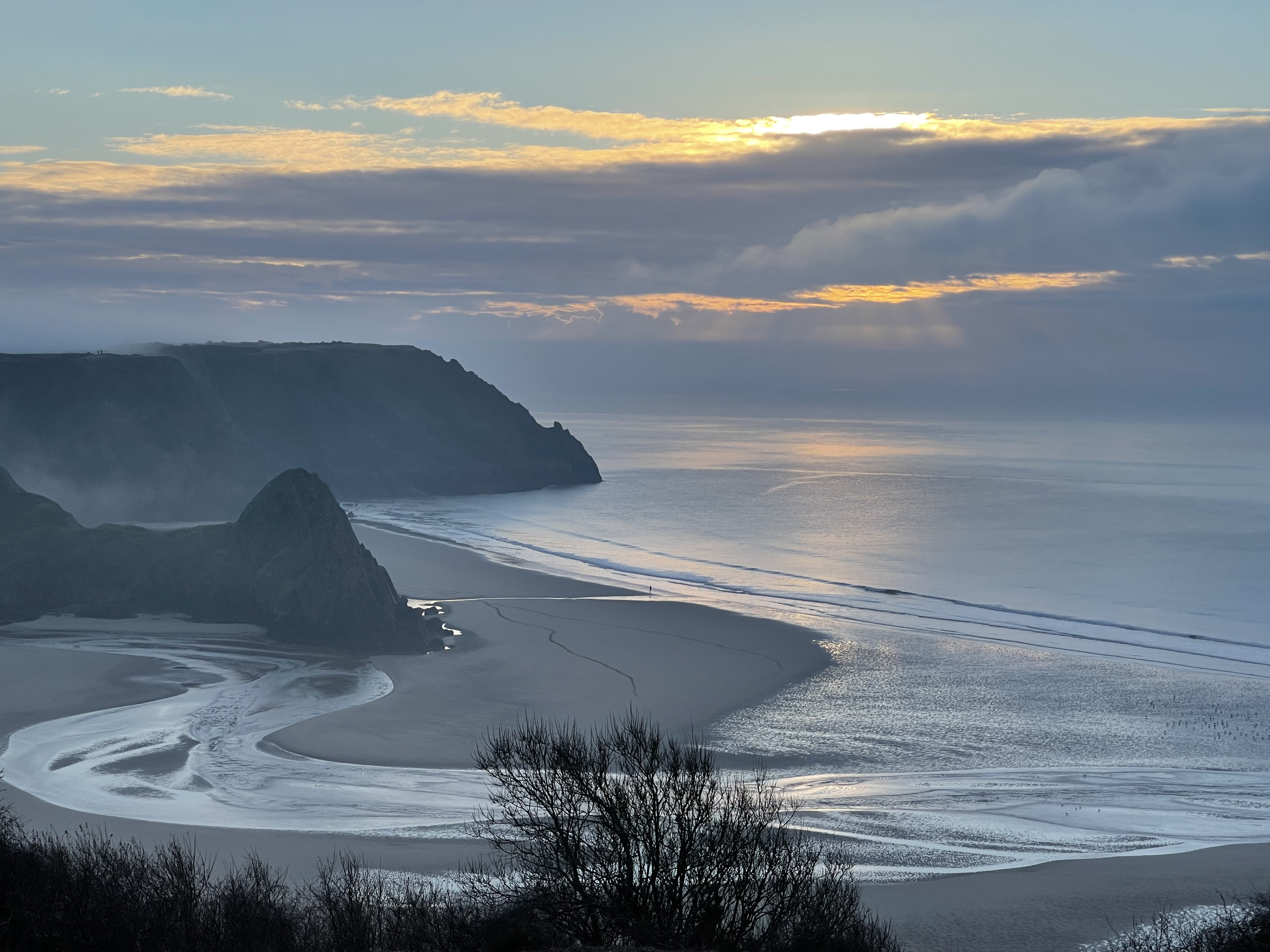
On peut dire aussi la baie des trois falaises. Janvier 2022.

La péninsule de Gower (gallois : Penrhyn Gŵyr) est une péninsule située sur la côte sud-ouest du Pays de Galles, sur le côté nord du canal de Bristol, au sud-ouest du comté historique de Glamorgan. Appelé plus couramment Gower, ce fut la première région du Royaume-Uni à être désignée comme une Area of Outstanding Natural Beauty, c'est-à-dire une zone d'une beauté naturelle exceptionnelle, en 1956. De superbes plages et de magnifiques falaises se succèdent tout au long des 22 km de la côte sud de la presqu'île. À l'extrémité de la péninsule se trouve l'île Ynys Lanwol.

## Histoire
En 2011, le docteur George Nash identifie des inscriptions figurant dans une caverne du Gower comme ce qui serait « le plus vieil exemple d'art rupestre de Grande-Bretagne. » Selon lui, elles sont l'œuvre de chasseurs et d'éleveurs de l'âge du fer, il y a environ 14 000 ans. Le premier homme fossile historiquement connu, la Dame rouge de Paviland, y a par ailleurs été découvert en 1823 dans le Goat's Hole.

## Personnalités
- Frances Ridley Havergal (1836 - 1879 à Gower), poétesse religieuse anglaise et auteure de cantiques.
- Karl William Pamp Jenkins (1944), compositeur et musicien